# آناهیت مانوکیان
آناهید مانوکیان (ارمنی: Անահիտ Մանուկյան؛ انگلیسی: Anahit Manukyan؛ ۳۱ مهٔ ۲۰۰۱) یک بدمینتون‌باز زن اهل ارمنستان است .  